# Wildsteig
Wildsteig è un comune tedesco di 1 235 abitanti, situato nel land della Baviera.